# Dropplav
Dropplav (Cliostomum griffithii) är en lavart som först beskrevs av James Edward Smith, och fick sitt nu gällande namn av Coppins. Dropplav ingår i släktet Cliostomum och familjen Ramalinaceae.  Arten är reproducerande i Sverige. Inga underarter finns listade i Catalogue of Life.